# The Best of Kiss: The Millennium Collection
The Best of Kiss: The Millennium Collection è una compilation ufficiale del gruppo hard rock statunitense Kiss. Pubblicata nel 2003, include i migliori brani del gruppo dal 1973 al 1979.

## Tracce
1. Strutter
2. Deuce
3. Hotter than Hell
4. C'mon and Love Me
5. Rock and Roll All Nite[1]
6. Detroit Rock City
7. Beth
8. Hard Luck Woman
9. Calling Dr. Love
10. Love Gun
11. Christine Sixteen
12. I Was Made for Lovin' You

## Formazione
- Gene Simmons: basso, voce
- Paul Stanley: chitarra ritmica, voce
- Peter Criss: batteria[2], voce nelle tracce 7 e 8
- Ace Frehley: chitarra solista
- Anton Fig: batteria nella traccia 12